# Alonso de Vargas
 (août 2023).
Alonso de Vargas († 1595) est un soldat espagnol actif lors de la guerre de Quatre-Vingts Ans.

## Biographie
Vargas est né dans la noblesse de Jerez de los Caballeros, dans le sud-ouest de l'Espagne. À une époque non précisée, vraisemblablement à la fin du règne de l'empereur Charles Quint, il s'engage dans l'armée. En 1560, il participe à la bataille de Djerba sur une galère commandée par son frère Juan. Il est capturé et réduit en esclavage, mais s'échappe sur le territoire vénitien. En 1564, il est de nouveau en service sur la côte nord-africaine, à Peñón de Vélez de la Gomera, et l'année suivante il participe en tant que capitaine à la défense de Malte contre les Turcs.
En 1567, Vargas, aux ordres du duc d'Albe, se rend aux Pays-Bas espagnols pour réprimer la révolte. Il fait preuve de courage dans les campagnes contre Guillaume d'Orange et Louis de Nassau, notamment lors du siège de Groningue (nl) et de la bataille de Jemmingen. Lorsque les choses se calment après la première invasion d'Orange (nl), il retourne en Espagne. Il rate quelques promotions et revient aux Pays-Bas en avril 1574, juste à temps pour la victoire espagnole à la bataille de Mook. Il poursuit sa carrière sous le nouveau gouverneur Requesens, bien qu'il ait toujours ressenti une loyauté particulière pour le duc d'Albe. Il obtient un siège au Conseil de guerre et devient capitaine général de la cavalerie légère, son premier grand commandement.
En juillet 1576, les Espagnols se mutinent. Vargas est à Bruxelles lorsque la nouvelle du sac d'Alost est entendue. On l'emmène au palais du Coudenberg avec Jerónimo de Roda (nl) et Julián Romero pour les mettre à l'abri de la colère populaire. Début août, il s'enfuit à Anvers, où il forme un « conseil de gouvernement » dans la citadelle avec Roda et Romero, qui conteste l'autorité du Conseil d'État purgé (nl). Afin de faire face aux troupes levées par les États du Sud, il va rassembler les mutins à Alost, non sans avoir fait au préalable un détour par la région de Louvain pour infliger une défaite à une armée d'État brabançonne. À Anvers, des tensions éclatent et la Furie espagnole ravage la ville durant trois jours, à laquelle Vargas prend part.
Après l'édit perpétuel de 1577, l'armée des Flandres est supprimée et Vargas est retourné dans son village natal de Jerez. En remerciement pour les services rendus, il est fait chevalier de l'Ordre de Santiago et reçoit l'encomienda de Socovos. En 1580, il veut participer à l'invasion du Portugal, mais il trouve que le commandement qui lui est proposé est au-dessous de sa dignité, et il se retire dans sa maison pendant cinq ans sans contact avec la cour. En préparation de l'invasion de l'Angleterre, ses connaissances sont de nouveau utilisées par le Conseil de guerre.
En 1591, il commande une armée espagnole de 15 000 hommes envoyée par Philippe II en 1591 pour réprimer à Saragosse les révoltes connues sous le nom d'alteraciones de Aragón (es), qui ont éclaté en raison d'un conflit de compétence entre le roi d'Espagne et les fors d'Aragon dans le procès qui a vu l'ancien secrétaire d'État de Philippe II, Antonio Pérez; accusé de haute trahison.
Il participe également à la répression de la rébellion autour d'Antonio Pérez en Aragon en 1591. Bien que capitaine général d'une armée de 15 000 hommes, il combat à contrecœur contre ce qu'il considère comme des chrétiens et des sujets loyaux du roi. Dans une série de mémoires, il se met à émettre des critiques de plus en plus acerbes jusqu'à ce qu'il soit relevé de son commandement. En disgrâce, il retourne vivre à Jerez. Il obtient apparemment sa réhabilitation en 1595 et est nommé vice-roi de Navarre, mais la mort le surprend avant qu'il ne puisse occuper ce poste.

## Vie privée
Il est marié à Inés de Vargas, avec qui il a un fils Pedro de Vargas, qui lui succède comme commandant de Socobos.